# Lasioglossum nitidiusculum
De Lasioglossum nitidiusculum (tên tiếng Anh: borstelgroefbij) là một loài Hymenoptera trong họ Halictidae. Loài này được Kirby mô tả khoa học năm 1802.